# Bertram Brooker

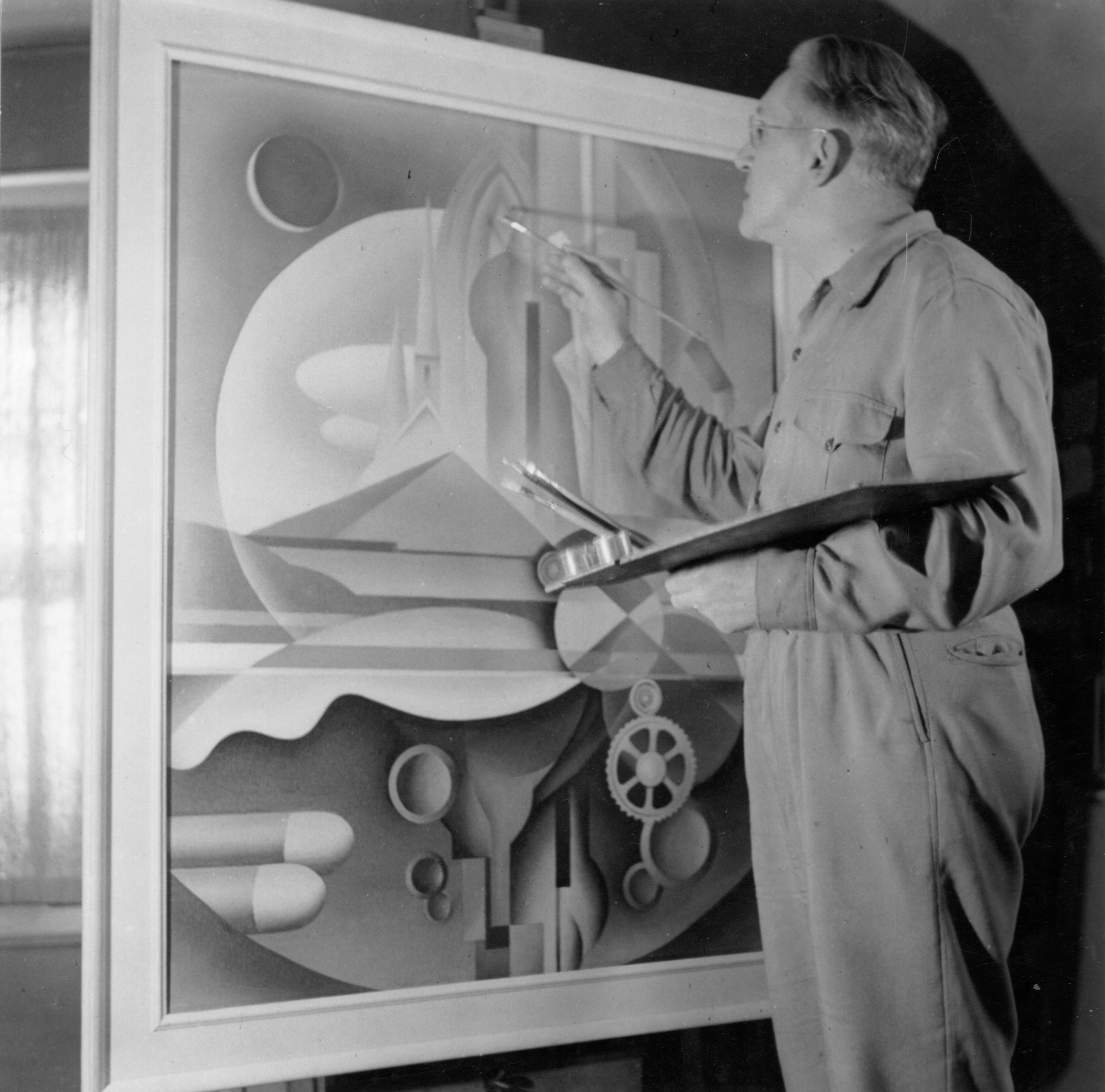
Brooker painting

Bertram Richard Brooker (* 31. März 1888 in Croydon, England; † 21. März 1955 in Toronto, Kanada) war ein kanadischer Maler, Schriftsteller, Dichter, Journalist und Werbefachmann. Neben seiner künstlerischen Tätigkeit war er ein vielseitiger Autor, der Werke in unterschiedlichen literarischen Gattungen verfasste, darunter Romane, Lyrik, Dramen, Essays und Drehbücher. Er gilt als einer der ersten abstrakten Künstler Kanadas und trug maßgeblich zur Entwicklung der modernen Kunstszene des Landes bei.

## Leben
Bertram Brooker wurde 1888 im Londoner Vorort Croydon geboren. Er stammte aus einer Arbeiterfamilie und musste die Schule bereits im Alter von zwölf Jahren verlassen, um seine Familie finanziell zu unterstützen. Dennoch bildete er sich autodidaktisch weiter und war ein leidenschaftlicher Leser. Die frühe Konfrontation mit der Krankheit seines Bruders und familiären Herausforderungen führte ihn zu philosophischen Überlegungen über Religion, Wissenschaft und den Sinn des Lebens.

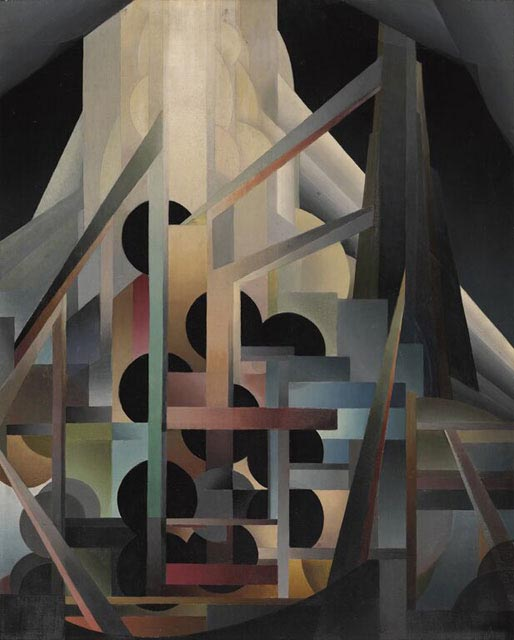
Ascending Forms (Aufsteigende Formen), zwischen 1924 und 1934

Nach der Auswanderung seiner Familie nach Kanada im Jahr 1905 arbeitete Brooker zunächst in der Eisenbahnbranche und besuchte Abendkurse. Zwischen 1910 und 1912 unternahm er Reisen nach England und New York, um sich mit zeitgenössischer Kunst und Literatur vertraut zu machen. Diese Erfahrungen beeinflussten seine künstlerische Entwicklung nachhaltig. Um 1912 begann er, Zeichnungen und Aquarelle zu schaffen, darunter *Ultrahomo*, eine symbolische Darstellung von Nietzsches Übermenschen.
In den 1910er Jahren zog Brooker nach Neepawa, Manitoba, wo er gemeinsam mit seinem Bruder ein Kino eröffnete. Dort begann er, Drehbücher zu schreiben, von denen einige verfilmt wurden. Seine literarische Begabung zeigte sich auch in anderen Bereichen: Er schrieb Kurzgeschichten, Essays und einen unveröffentlichten autobiografischen Roman mit dem Titel The Unknown Caller.
In den 1920er Jahren widmete sich Brooker intensiver der bildenden Kunst und experimentierte mit verschiedenen Stilen. Seine Arbeiten waren stark von seiner Auseinandersetzung mit Philosophie und Musik geprägt. Neben seiner künstlerischen Tätigkeit arbeitete er in der Werbung und war als Grafiker tätig.

## Werk
Brooker war ein Pionier der abstrakten Malerei in Kanada. Seine Werke zeichnen sich durch dynamische Kompositionen und die Verwendung kräftiger Farben aus. Ein bekanntes Gemälde ist Still Life (Variation No.3), eine abstrakte Interpretation eines Stilllebens. Neben der Malerei war Brooker auch als Schriftsteller erfolgreich. Sein Roman Think of the Earth wurde 1936 mit dem Governor General’s Award ausgezeichnet.